# Kalangala
Koordinaten: 0° 12′ S, 31° 53′ O

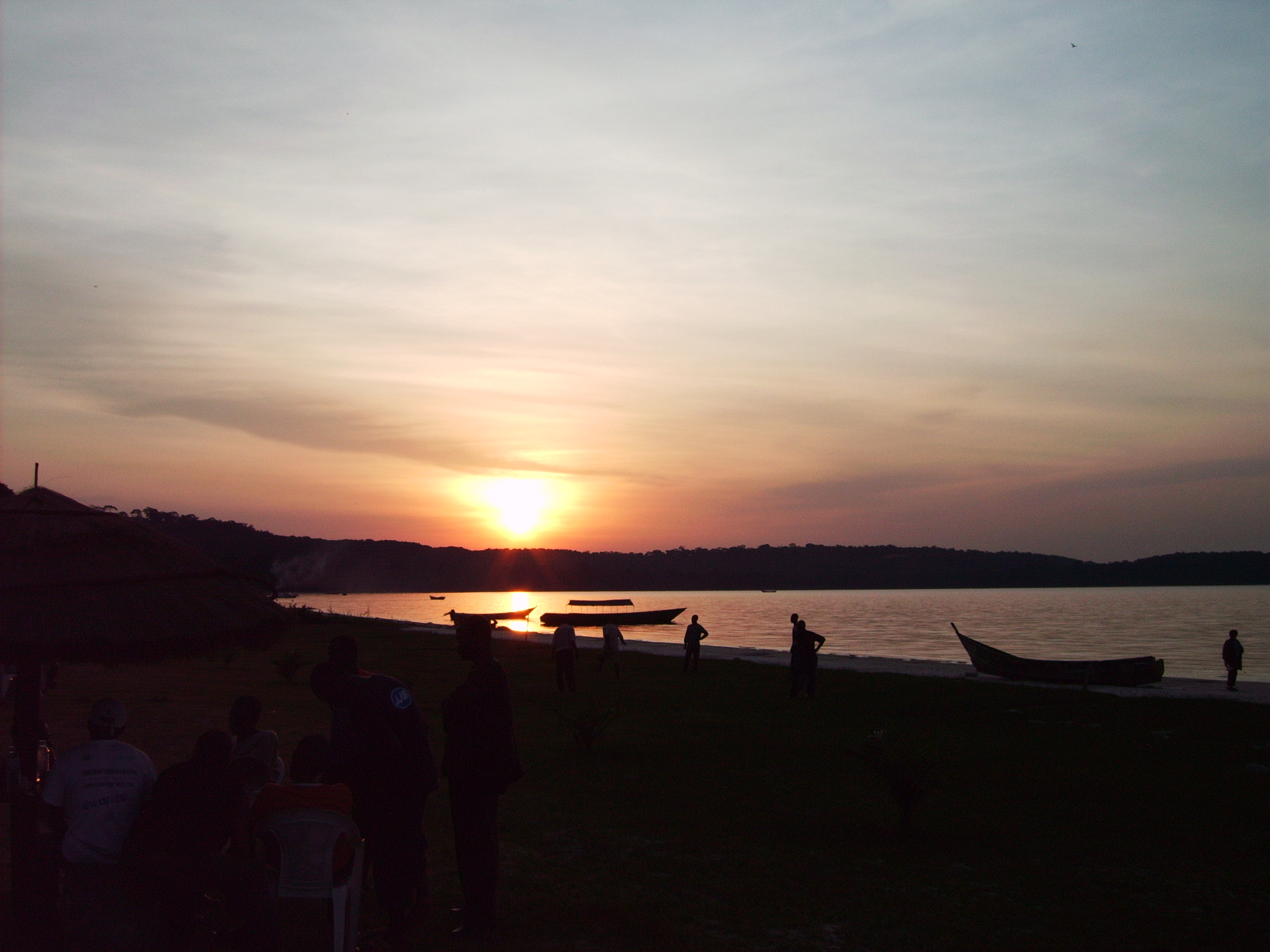
Strand von Kalangala

Kalangala liegt auf der zu den Ssese Islands gehörenden Insel Bugala im ugandischen Teil des Victoriasees und ist Verwaltungszentrum des Distrikts Kalangala. Kalangala liegt 48 Kilometer Luftlinie von Entebbe entfernt. Die kleine Stadt liegt an einem Strand an der Nordseite von Bugala.
Die Einwohner, die zu den Basese gehören, sind hauptsächlich Fischer. Zudem leben sie vom Anbau von Kaffee, Kartoffeln, Cassava, Bananen und Yams.